# 三線閉殼龜
三线闭壳龟（學名：Cuora trifasciata）屬於爬行綱龟鳖目地龟科，又稱金錢龟、金頭龟、红肚龟，是一種淡水龜。其种加词“trifasciata”意为“三条线纹的”。曾經十分常見於華南一帶山谷林蔭下的溪澗、開揚的河川或水田中。水陸兩棲，日常偏向生活于水中。食性略廣，喜食蚯蚓，會捕食河裡的鱼、虾、昆虫及一些落地醬果或水生植物，例如浮萍。
卵生，生命週期慢長，需要成長到6至8年才開始性成熟。成龜如營養足夠的話每年均會產卵2至3次，每次2至4個卵。已知是長壽的動物，如無意外，健康的個體可活上50年。

## 特征
体長20至30厘米，体重約2至2.5公斤。因腹甲与背甲两侧由韧带相连，腹甲中间有横贯的韧带。当遇到危险时，头尾和四肢缩入两甲中间，由腹甲前后部分向上闭合，故有「闭壳」之名。
头前部褐色，后部橄榄色，颈部橄榄绿色，有黑色带状斑。棕褐色背甲，长约17厘米，宽约13厘米，有3条黑色纵走的隆起，边缘往往为黄色，故得「三線」之名。
前后肢的背面橄榄色，黑色腹面，杂有黄斑。

## 亞種與分佈
在千禧年前，人們只知道金錢龜只有1種，但部份有識之士還是會依產地作分別，例如分為廣東種、香港種、海南種及越南種，當中又會有各色各樣的五花百門的土炮分類方法。隨著科技的進步，分子生物學家利用DNA研究分類所得出的報告，現在我們都知道了俗稱金錢龜的淡水龜，目前最少是有2種的，而且合共有5個亞種。牠們主要分佈在中國福建、廣東、廣西和海南以及香港、越南北至南部等地。
目前三線閉殼龜有一個原名亞種Cuora trifasciata trifasciata及一個海南亞種Cuora trifasciata luteocephala。前者分佈於福建、廣東及香港甚至澳門，後者目前只知分佈於海南島。
分佈於廣西南部、寮國和越南的個體目前被認為是另一近緣種麗圓閉殼龜（Cuora cyclornata），由於部份人士(多為商家)難以接受自己所管有的不是「正宗金錢龜」，因此會俗稱其為越南三線閉殼龜。這個近緣種學術上目前為止已知含3個有效亞種：安南麗圓閉殼龜Cuora cyclornata annamitica、麗圓閉殼龜Cuora cyclornata cyclornata及梅氏麗圓閉殼龜Cuora cyclornata meieri。
各個亞種的生長環境雷同，主要生長在海拔50-400米的山谷林蔭溪澗、河流或水塘中，鮮有出現於河口。由於濫捕濫殺，原本分佈的地方都變成曾經分佈。目前原亞種Cuora trifasciata trifasciata只有香港及台山北峰山還有少量的族群，但數目亦已在持續下降中，部份市民徒步可達的偏遠溪流也只餘下零碎的個體，或會在本世紀內面臨完全野外絕種。

## 保護現狀
三線閉殼龜是目前中國國家二級保護動物，養殖三線閉殼龜需經批准，而非法捕獵三線閉殼龜、將之作為藥、食品的成份來宣傳等行為亦屬違法。
香港將三線閉殼龜列入香港法例第187章《動植物（瀕危物種保護）條例》（該條例在二零零六年十二月由法例第 586 章《保護瀕危動植物物種條例》取代。）及香港法例第170章《野生動物保護條例》等所保護，管有三線閉殼龜需申領瀕危物種管有許可證，而非法捕獵或故意干擾三線閉殼龜亦屬違法，最高可被判監禁一年及罰款十萬港元。
漁農自然護理署與嘉道理農場暨植物園為增加三線閉殼龜的數量，正合作進行拯救計劃，但繁殖數量及如何保育卻鮮有公開，成效存疑。
國際間，三線閉殼龜也是瀕臨絕種野生動植物國際貿易公約附錄Ⅱ品種。
值得一提，中國國內雖有大量金錢龜的繁殖場所，個體成千上萬，繁殖技術亦領先全球，但因早年無細分產區獨立繁殖，現時的絕大部份的育種都並非純種，加上各種利益關係，復育野生三線閉殼龜可能只是一個難以達到的理想。

## 威脅

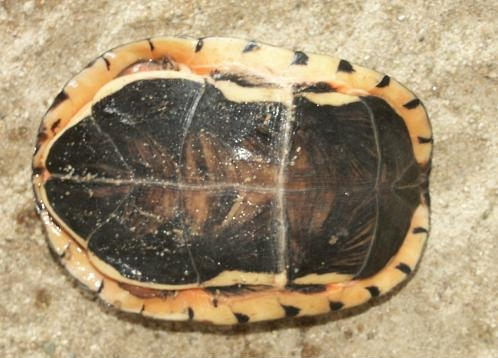
金錢龜的龜板

因为俗名金钱龟的缘故，所以这种龟经常被商家或私人所飼養。家庭飼養一般餵食鱼、虾或专门的人工飼料，这种龟在中国的大部分地区都可人工飼养，並相傳大概於1990年代左右成功人工繁殖。但事實上由於早年知識不足，大部份人把不同產地來源的個體圈養於同一池中繁殖，造成永遠無法逆向的基因雜交（基因污染）。野生種繁殖速度極慢，加上金錢龜的龜板被誤傳具抗癌功效，而被大量捕捉作中藥和龜苓膏，天然純種的三線閉殼龜現已瀕臨絕種。
面對三線閉殼龜有價有市的情況，儘管及各地皆作出不同的措施保護三線閉殼龜，但仍有不少不法份子捕捉三線閉殼龜，例如在香港，依然有不少不法之徒設陷阱捕捉金錢龜的裝置，更有不法之徒於店舖，報章廣告，互聯網等途徑聲稱可收購三線閉殼龜。部份飼養三錢閉殼龜的人都並非單純為了保育此物種，僅當作一種另類經濟、投資產品，甚至淪為洗黑錢的工具。

## 雜交種
人工雜交種品種繁多，最少已知可以與11種亞洲淡水龜雜交得出後代。除人為圈養下達成的人工雜交種外，三線閉殼龜在野生環境下也有機會與其他龜種產出雜交種，例如福建澤龜便是由雄性三線閉殼龜和雌性黃喉擬水龜（Mauremys mutica）所產。擬眼斑水龜（又稱海南眼斑龜）和菲氏花龜（Ocadia philippeni，又稱費氏花龜）也被懷疑是三線閉殼龜與其他龜種雜交產出的物種。

## 參看
- Nre.cn
- 嘉道理農場暨植物園[]
- 《Hong Kong amphibians and reptiles Stephen(2nd ed.)》 J. Karsen, Michael Wai-neng Lau and Anthony Bogadek著 香港市政局1998年出版 ISBN 962-7849-05-7
- 太陽報2006年11月15日報導「荒野任濫捕 轉售不讓牌 漁署失職金錢龜瀕絕（页面存档备份，存于）」
- 明報2005年8月2日報導「非法捕金錢龜 3年檢籠逾千」